# Campionat del món de ciclisme en pista de 1957
El Campionat Mundial de Ciclisme en Pista de 1957 es va celebrar a Rocourt (Bèlgica) del 10 al 15 d'agost de 1957. Les competicions es van celebrar al Stade Vélodrome de Rocourt a Lieja. En total es va competir en 5 disciplines, 3 de professionals i 2 d'amateurs.

## Resultats

### Masculí

#### Professional
| Prova                 | Or                          | Argent                         | Bronze                    |
| Velocitat individual  | Jan Derksen · Països Baixos | Arie van Vliet · Països Baixos | Roger Gaignard · França   |
| Persecució individual | Roger Rivière · França      | Albert Bouvet · França         | Guido Messina · Itàlia    |
| Darrere moto          | Paul Depaepe · Bèlgica      | Walter Bucher · Suïssa         | Graham French · Austràlia |

#### Amateur
| Prova                 | Or                       | Argent                     | Bronze                              |
| Velocitat individual  | Michel Rousseau · França | Guglielmo Pesenti · Itàlia | Valentino Gasparella · Itàlia       |
| Persecució individual | Carlo Simonigh · Itàlia  | Franco Gandini · Itàlia    | Albertus Geldermans · Països Baixos |

## Medaller
| Pos. | País          | Or | Plata | Bronze | Total |
| 1    | França        | 2  | 1     | 1      | 4     |
| 2    | Itàlia        | 1  | 2     | 2      | 5     |
| 3    | Països Baixos | 1  | 1     | 1      | 3     |
| 4    | Bèlgica       | 1  | 0     | 0      | 1     |
| 5    | Suïssa        | 0  | 1     | 0      | 1     |
| 6    | Austràlia     | 0  | 0     | 1      | 1     |
|      | TOTAL         | 5  | 5     | 5      | 15    |